# Преноним

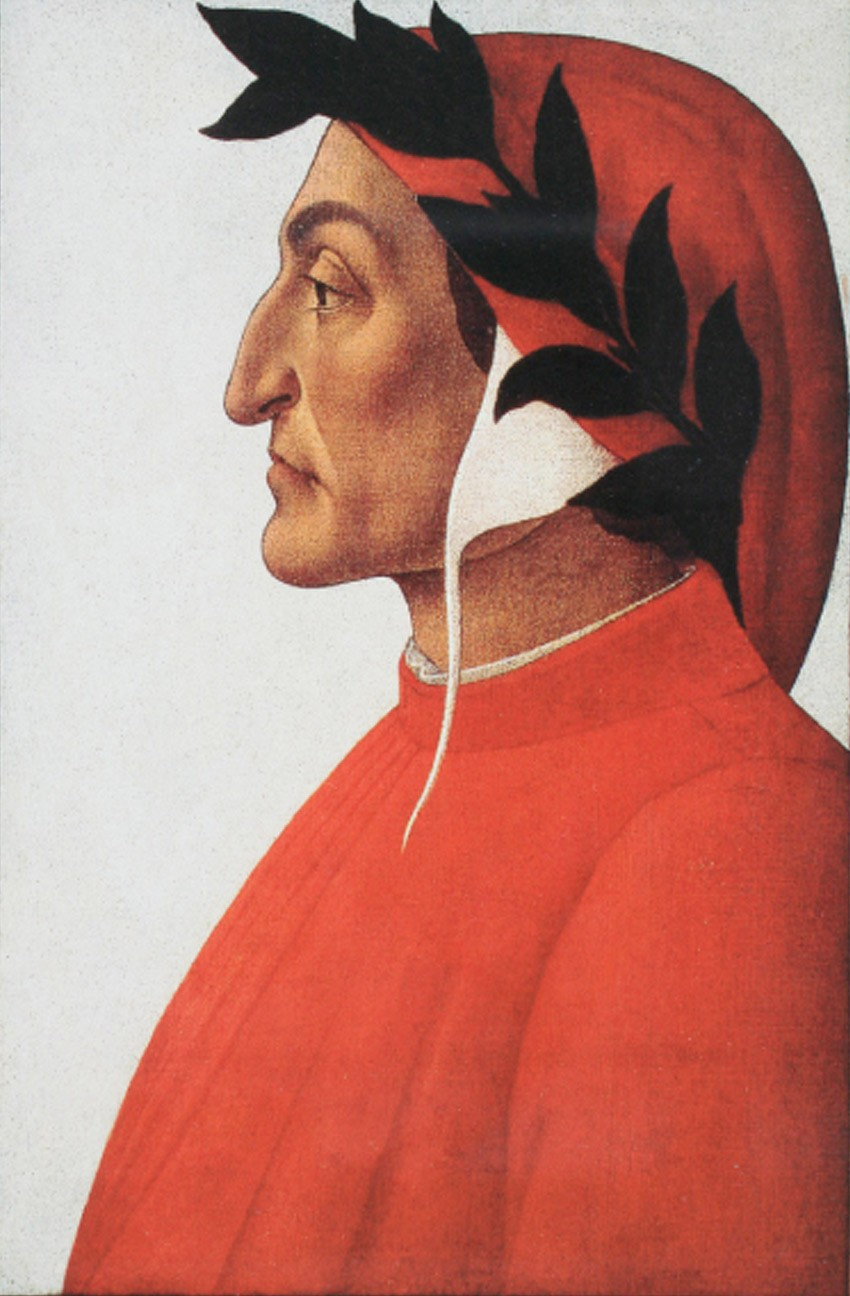
Сандро Боттичелли. Портрет Данте. 1495

Преноним (от лат. prae «перед» + греч. όνομα — «имя») — вид псевдонима, образованный на основе имени автора, путём отбрасывания фамилии. Таким образом, имя автонима замещает фамилию, становится на его место. По наблюдению литературоведа Владимира Дмитриева, формально преноним не является псевдонимом (букв. «ложное имя»), однако «лиц, носящих одно и то же имя, очень много, а фамилия оставалась неизвестной; значит, элемент инкогнито имеется и тут». 
Под пренонимом известен знаменитый итальянский поэт, мыслитель, богослов, один из основоположников литературного итальянского языка, политический деятель Данте Алигьери (Дуранте ди Алигьеро дельи Алигьери). В данном случае фамилия Алигьери была вытеснена именем Данте, которое представляет собой сокращённую форму Дуранте (поэт был так назван в честь деда по матери). Под своим именем вошёл в историю французский писатель XVII века, переводчик, поэт и драматург Теофиль де Вио. Даже собрание его сочинений было опубликовано как «Сочинения Теофиля». Немецкий писатель, сентименталист и преромантик Иоганн Пауль Фридрих Рихтер выбрал себе псевдоним Жан Поль (Jean Paul — на французский манер) в честь французского просветителя Жан-Жака Руссо. Немецкая писательница Тереза фон Бахерахт (урожд. Тереза фон Лютцов) подписывалась именем Тереза.
Некоторые авторы избирали в качестве псевдонима не своё имя: например, немецкий литератор Вильгельм Херинг (Георг Вильгельм Генрих Геринг) подписывался Алексис, а польская писательница Нарциза Жмиховская — Габриэлля. В Европе, где распространены вторые имена, в качестве пренонима применяли их: в частности, таким путём пошли писатели польского происхождения Джозеф Конрад (Юзеф Теодор Конрад Коженёвский) и Гийом Аполлинер (Вильгельм Альберт Владимир Александр Аполлинарий де Вонж-Костровицкий). Такие типы псевдонимов могут образовываться путём уменьшения или сокращения имени (Антоша — Антон Чехов, Владъ Владимир Немирович-Данченко). Широкое распространение пренонимы имели среди писателей Востока (например, Абай — Абай Кунанбаев, Джамбул — Джамбул Джабаев).